# Orbite héliostationnaire
Ne doit pas être confondu avec Orbite héliosynchrone.
L'orbite héliostationnaire est une orbite héliocentrique d'environ 24 360 000 km de rayon (0,162 84 ua, un peu moins de la moitié du rayon orbital de Mercure), avec une excentricité de zéro et une inclinaison (par rapport au plan équatorial du Soleil) nulle. Sa caractéristique est qu'un corps se trouvant sur cette orbite possède une période de révolution approximativement égale à la période de rotation équatoriale du Soleil et semble rester à la verticale d'un point fixe de la surface solaire.